# رزيقة الطارش
رزيقة الطارش (6 مارس 1954 - 4 يوليو 2025)، هي ممثلة وإعلامية إماراتية.

## حياتها
وُلدت في 6 مارس 1954، هي من أوائل الإعلاميات في دولة الإمارات العربية، بدأت مسيرتها الفنية كإعلامية من خلال العمل في إذاعة أبو ظبي سنة 1969، ثم اتجهت في السبعينيات إلى التلفزيون، حيث قدمت العديد من البرامج التلفزيونية، قبل أن تقتحم مجال التمثيل في أواخر السبعينيات، إذ شاركت في العديد من المسلسلات المتميزة من أبرزها «حظ يا نصيب» و«حاير طاير» و«طماشة» و«سعيد الحظ» و«القياضة».
بدأت مسيرتها المهنية في عالم الإذاعة الذي عشقته عام 1964، حيث مثلت في برنامج «المرأة» من خلال القصص القصيرة التي كان يتضمنها، إلى جانب مشاركتها في البرنامج «صواب أم صواب» الذي يتناول قصة زوجين يبحثان في قضاياهما ومشاكلهما اليومية، وفي عام 1969 انضمت رزيقة إلى طاقم عمل إذاعة أبوظبي.
شاركت رزيقة في بطولة 5 مسرحيات بين الأعوام 1969 و1979 منها «الله يالدنيا» و«الصبر زين» و«تب الأول تحول»، وفي عام 1977 و1978 اتجهت إلى عالم التمثيل في الدراما، وشاركت في 3 أعمال تلفزيونية، هي «الشقيقان» و«اشحفان» مع سلطان الشاعر ومحمد الجناحي و«الغوص» مع خالد النفيسي وعلي المفيدي ومريم الصالح.
ومنذ عام 1980 وحتى اليوم قدمت رزيقة 40 عملاً تلفزيونياً متنوعاً بين الدراما والكوميديا والتي عرض أغلبها في مواسم مختلفة من رمضان، مقدمة أدواراً تراثية وكوميدية متميزة كبطولة في الدراما الرمضانية، أبرزها «حريم بوهلال»، «مناقصة زواج» و«سوالف» و«طماشة» بأجزائه المتعددة و«عجيب غريب» و«سعيد الحظ» و«حبة رمل» و«بحر الليل» و«شبيه الريح» و«القياضة»، وشاركت في الموسم الرمضاني لعام 2020 في ثلاثة مسلسلات هي «مفتاح القفل» و«بنت صوغان» و«كنا أمس».
وعلى صعيد السينما، شاركت رزيقة في 3 أفلام هي «عقاب» و«الخِطبَة» و«ظل»، وكان لها أيضاً إسهامات في عالم الكتابة، فأول عمل كتبته كان «ناعمة ونعيمة» وهو مسلسل كوميدي شاركت فيه الفنانة سميرة أحمد والفنان أحمد الأنصاري، كما ألفت نصوص بعض المسلسلات مثل «عذاب الضمير» و«عتيجة وعتيج».

## أعمالها

### من المسلسلات
| سنة الإنتاج | المسلسل                  | بمشاركة                                                                                     |
| ----------- | ------------------------ | ------------------------------------------------------------------------------------------- |
| 1977        | الشقيقان                 | سلطان الشاعر، محمد الجناحي                                                                  |
| 1978        | أشحفان                   | سلطان الشاعر، محمد الجناحي، محمد ياسين، سعيد النعيمي                                        |
| 1978        | الغوص                    | خالد النفيسي، سلطان الشاعر، علي المفيدي، مريم الصالح                                        |
| 1980        | العانس                   | محمد الجناحي، غانم الصالح، إبراهيم الصلال، عائشة إبراهيم، أحمد الجسمي                       |
|             | سيف نشوان                | محمد الجناحي، أحمد الجسمي، سعيد النعيمي، بدرية أحمد، سلطان النيادي، بلال عبد الله           |
| 1984        | مناقصة زواج              | غانم الصالح، أحمد الصالح، محمد الجناحي، أحلام محمد                                          |
| 1985        | مواقف يومية              |                                                                                             |
| 1985        | حريم بو هلال             | غانم الصالح، علي المفيدي، سعد الفرج، مريم الصالح                                            |
| 1987        | سوالف                    | فخرية خميس، غازي حسين، سمير القلاف                                                          |
| 1989        | الأحمق                   | من مصر فاروق الفيشاوي                                                                       |
| 1989        | عاصفة الخوف              | محمد الجناحي، سحر حسين، أحمد الجسمي                                                         |
| 1990        | تصرفات خاطئة             | أحمد الصالح، محمد المنصور، مريم الصالح، هيفاء عادل، باسمة حمادة                             |
| 1991        | عتيج وعذيجة              | أحمد الصالح، سميرة أحمد، محمد الجناحي، أحمد الجسمي، جاسم نغموش                              |
| 1993        | الندم                    | سعاد عبد الله، محمد المنصور، خالد العبيد، مريم الغضبان                                      |
| 1994        | غلطة عمري                | عبد الحسين عبد الرضا، غانم الصالح، علي المفيدي، مريم الصالح، مريم الغضبان، عبد الرحمن العقل |
| 1995        | العنود - سهرة تلفزيونية  | غانم الصالح، داود حسين، عبد الرحمن العقل، باسمة حمادة                                       |
| 1997        | البحر والصحراء           | سعد الفرج، إبراهيم الصلال، جمال الردهان، من مصر فايزة كمال                                  |
| 2001        | حاير طاير - الجزء الثالث | جابر نغموش                                                                                  |
| 2003        | شمس القوايل              | جابر نغموش، طارق العلي، أحمد الجسمي، سميرة أحمد، فاطمة الحوسني                              |
| 2004        | الدنيا لحظة              | حياة الفهد، عبد المحسن النمر، ميساء مغربي، حسن البلام، محمود بوشهري                         |
| 2005        | عندما تغني الزهور        | حياة الفهد، عبد العزيز جاسم، هدى الخطيب، محمد الصيرفي، هبة الدري                            |
| 2006        | الفرية                   | حياة الفهد، صلاح الملا، مريم الصالح، فخرية خميس، خالد البريكي، منى شداد، هند البلوشي        |
| 2007        | هذا ولدنا                | طارق العلي، جمال الردهان، هيا الشعيبي، محمد الصيرفي، هند البلوشي                            |
| 2007        | طماشة                    | جابر نغموش، أحمد الجسمي، سميرة أحمد                                                         |
| 2008        | عيال بوسالم              | غانم الصالح، محمد جابر، عبد الرحمن العقل، سعاد علي، محمود بوشهري، أسامة مزيعل               |
| 2008        | أبلة نوره                | حياة الفهد، أحمد الجسمي، مرام، هند البلوشي، حمد العماني، ملاك                               |
| 2008        | حاير طاير - الجزء الخامس | جابر نغموش، محمد الجناحي، سميرة احمد، أحمد الجسمي                                           |
| 2009        | شعبان في رمضان           | يوسف الجراح، انتصار الشراح، بشير الغنيم                                                     |
| 2009        | دروب المطايا             | هدى الخطيب، سلطان النيادي، محمد العامري                                                     |
| 2009        | عجيب غريب                | أحمد الجسمي، ملاك الخالدي، مرعي الحيان                                                      |
| 2010        | عجيب غريب - الجزء الثاني | أحمد الجسمي، ملاك الخالدي، مرعي الحيان                                                      |
| 2010        | طماشة - الجزء الثاني     | جابر نغموش، أحمد الجسمي، سميرة احمد، فاطمة الحوسني                                          |
| 2011        | الفلته                   | طارق العلي، منى شداد                                                                        |
| 2011        | طماشة - الجزء الثالث     | جابر نغموش، أحمد الجسمي، سميرة أحمد، فاطمة الحوسني                                          |
| 2011        | سعيد الحظ                | محمد العيسى,عبد الناصر درويش، سلمى سالم، منى شداد، شهاب حاجية                               |
| 2019        | الطواش                   | أحمد الجسمي، بلال عبدالله، حسن رجب، مروة راتب، محمد أحمد                                    |

### من المسرحيات
| سنه الإنتاج | المسرحية            | بمشاركة                                  |
| ----------- | ------------------- | ---------------------------------------- |
| 1969        | عريان لايث على مفصخ |                                          |
| 1974        | الله يالدنيا        | سعاد عبد الله                            |
|             | الصبر زين           |                                          |
| 1977        | تب الاول تحول       | سلطان الشاعر                             |
| 1979        | تب أم عصفور         | عبد الله الحبيل، محمد السريع، هيفاء عادل |

### السينما
| سنه الإنتاج | الفيلم   | بمشاركة                                                       |
| ----------- | -------- | ------------------------------------------------------------- |
| 2006        | عقاب     | هيفاء حسين، عبد المحسن النمر، آلاء شاكر، سميرة أحمد           |
| 2011        | الخطبة   | أحمد الجسمي، عبد المحسن النمر، مريم حسين، فاطمة الحوسني، صوغة |
| 2012        | ظل البحر | عبد المحسن النمر، مرعي الحليان، مريم حسين، صوغة               |

### الأعمال الإذاعية
| سنة الإنتاج | النوع | اسم العمل      |
| ----------- | ----- | -------------- |
| 1970        | مسلسل | يوميات ام صواب |
| 1999        | مسلسل | حلوة أم علوم   |

## روابط خارجية
- رزيقة طارش على موقع IMDb (الإنجليزية)
- رزيقة طارش على موقع قاعدة بيانات الأفلام العربية
- رزيقة طارش على موقع قاعدة بيانات الفيلم (الإنجليزية)